# Régine Cavagnoud
Régine Cavagnoud, född 27 juni 1970 i Thônes, Haute-Savoie, Frankrike, död 31 oktober 2001 i Innsbruck, Tyrolen, Österrike, var en fransk alpin skidåkare. Hon vann världscupen i super G säsongen 2000–2001, men omkom vid en olycka under i slutet av oktober 2001.

## Karriär
Régine Cavagnoud föddes i Thônes, Haute-Savoie.
Hennes karriär som alpin skidåkare präglades av skador. Hon vann slutligen en världscupdeltävling under sin tionde tävlingssäsong, då störtlopp kördes i Cortina d'Ampezzo, Italien den 21 januari 1999.  Det var första gången på 17 år som en fransyska vann ett världscupstörtlopp. Totalt vann hon nio världscupdeltävlingar, av vilka fyra var Super G, tre störtlopp och två storslalom. Hennes sista vinst i en världscupdetävling kom den 21 mars 2001 vid storslalom i Courchevel, Frankrike. Hon vann Super G-världscupen 2001 och trea i totalcupen såväl år 2000 som 2001. Vid  världsmästerskapen 2001 i Sankt Anton, Österrike, vann hon Super-G-guldet den 29 januari 2001.
Den 29 oktober 2001 kolliderade Cavagnoud med tyske skidtränaren Markus Anwander på träning i Pitztal, Österrike och drabbades av svåra hjärnskador till följd av kollisionen. Hon hämtades i en helikopter som flög henne till Innsbrucks universitetssjukhus, där hon avled av sina skador två dagar senare. Dödsfallet var det första inom världscupen sedan Ulrike Maier 1994.
Hon begraves nära hembyn vid La Clusaz i Franska alperna.

## Världscupvinster

### Delcuper
| Säsong    | Inriktning |
| --------- | ---------- |
| 2000–2001 | Super G    |

### Individuella lopp
| Datum            | Plats                          | Lopp       |
| ---------------- | ------------------------------ | ---------- |
| 21 januari 1999  | Cortina d'Ampezzo, Italien     | Störtlopp  |
| 23 januari 1999  | Cortina d'Ampezzo, Italien     | Super G    |
| 19 november 1999 | Copper Mountain, Colorado, USA | Storslalom |
| 22 januari 2000  | Cortina d'Ampezzo, Italien     | Störtlopp  |
| 15 mars 2000     | Bormio, Italien                | Störtlopp  |
| 6 december 2000  | Val-d'Isère, Frankrike         | Super G    |
| 13 januari 2001  | Haus im Ennstal, Österrike     | Super G    |
| 20 januari 2001  | Cortina d'Ampezzo, Italien     | Super G    |
| 24 mars 2001     | Courchevel, Frankrike          | Storslalom |